# 乳突半突虫
乳突半突虫（学名：Phyllodoce papillosa）为叶须虫科叶须虫属的动物。分布于太平洋西北部至热带水域，包括黄海、东海沿岸、南海等海域。